# Phytodietus sihezarae
Phytodietus sihezarae är en stekelart som beskrevs av Ian D. Gauld 1997. Phytodietus sihezarae ingår i släktet Phytodietus och familjen brokparasitsteklar. Inga underarter finns listade i Catalogue of Life.